# Новая Рудица
Но́вая Ру́дица (бел. Новая Рудзіца) — деревня в составе Боровского сельсовета Дзержинского района Минской области Беларуси. Находится в рядом со Старой Рудицей, в 11-и километрах от Дзержинска, 48-и километрах от Минска в 13-и километрах от железнодорожной станции Койданово.

## История
Первые упоминания о Новой Рудице появляются в XVII веке — в 1588 году она входила в Койдановское графство и принадлежала Радзивиллам, в 1756 году была построена Спассо-Преображенская церковь, имелась мелиница. С 1793 года деревня оказалась в Койдановской волости. В начале XX века существовало село Рудица в Койдановской волости Минского уезда, насчитывалось 6 дворов, 30 жителей.
В 1800 год в деревне была униатская деревянная церковь, а сама деревня принадлежала Доминику Радзивиллу. В середине XIX века деревня и имение принадлежало Дыбовским, в 1837 году насчитывалось свыше 300 душ. После польского восстания 1863—1864 годов владения Дыбовских конфискованы, а сами они были сосланы в Пензу. В 1876 году, Новая Рудица — владение С. Яленской. В 1882 году здесь был создан винокурный завод, где в 1890 году работали 5 рабочих. В 1897 году в селе 5 дворов и 41 житель, в имении — 94 жителя.
В 1917 году в селе Рудица — 6 дворов и 30 жителей, в имении Рудица — 108 жителей. В 1926 году в деревне насчитывалось 13 дворов, 57 жителей, в селе Рудица — 9 дворов, 32 жителя, в фольварке — 3 двора, 11 жителей, на хуторе — 2 двора и 9 жителей. Также, в 1926 году в посёлке Рудица проживали 100 жителей, имелось 19 дворов. Во время коллективизации был создан колхоз «XX съезд Советов», который обслуживала Койдановская МТС, также в деревне работала кузня и механическая мастерская.
С 28 июня 1941 года по 7 июля 1944 года находилась под немецко-фашистской оккупацией, на фронте погибли 10 жителей. На деревенском кладбище имеется братская могила подпольщиков, где похоронены 7 участников Дзержинского антифашистского подполья, убитых немецко-фашистскими захватчиками в 1942 году. В 1957 году на месте могилы установлен обелиск.
Там же, на кладбище, находится братская могила местных жителей и советских воинов, где похоронены 14 воинов, которые погибли от рук захватчиков в конце июня — начале июля 1941 года и 14 мирных местных жителей, расстрелянных гитлеровцами в 1942 году. В 1957 году на месте могилы установлен обелиск.
На доме № 7 в деревне, в 1975 году установлена мемориальная доска в память С.Ф. Юховича — организатора в Великую Отечественную войну Боровской партийно-комсомольской подпольной группы, члена Дзержинского антифашистского комитета «Смерть фашизму», командира (с октября 1943 года) партизанского отряда имени С.А. Рыжака. Юхович погиб в бою против немецких оккупантов в феврале 1944 года.
В 2009 году деревня Новая Рудица — в составе сельскохозяйственного заготовительного кооператива «Рудица», имеется продуктовый магазин.

## Население
| Численность населения (по годам) | Численность населения (по годам) | Численность населения (по годам) | Численность населения (по годам) | Численность населения (по годам) | Численность населения (по годам) | Численность населения (по годам) | Численность населения (по годам) |
| 1897                             | 1917                             | 1926                             | 1960                             | 1991                             | 1999                             | 2004                             | 2010                             |
| -------------------------------- | -------------------------------- | -------------------------------- | -------------------------------- | -------------------------------- | -------------------------------- | -------------------------------- | -------------------------------- |
| 41                               | ↘30                              | ↗57                              | ↗117                             | ↘34                              | ↘33                              | ↘32                              | ↘27                              |
| 2017                             | 2018                             | 2020                             | 2022                             |                                  |                                  |                                  |                                  |
| ↘16                              | ↗19                              | ↗30                              | ↗33                              |                                  |                                  |                                  |                                  |

## Достопримечательность
- Часовня-усыпальница рода Дыбовских